# Mujeres de hoy
Mujeres de hoy (en inglés: Woman of Today) es una película de género cómico dirigida por Ramón Peón en 1936. Está protagonizada por Adriana Lamar, Ramón Pereda y Victoria Blanco.

## Elenco
- Adriana Lamar: Amparo Balboa
- Ramón Pereda: Licenciado Eloy Pineda
- Victoria Blanco: Margot Delgado
- Juan José Martínez Casado: Alfonso
- Adria Delhort: Chabela Nizán
- Emma Roldán: Doña Adelaida
- Joaquín Coss: Don Plutarco
- Paco Martínez: Don Otilio
- Carmen Hermosillo: Lupe Zapico
- Paulina Azcoitia: Crispina, sirvienta
- Mimí Derba: Doña Elvira
- José Eduardo Pérez: Federico Plat
- Rodolfo Calvo: Fernando Mendoza
- Carlos Aganza: Ramoncito Beltrán
- Carmen Vale
- Lolita Téllez Wood: Bailarina
- Carlos López: Policía